# Rue du Faubourg Saint-Honoré

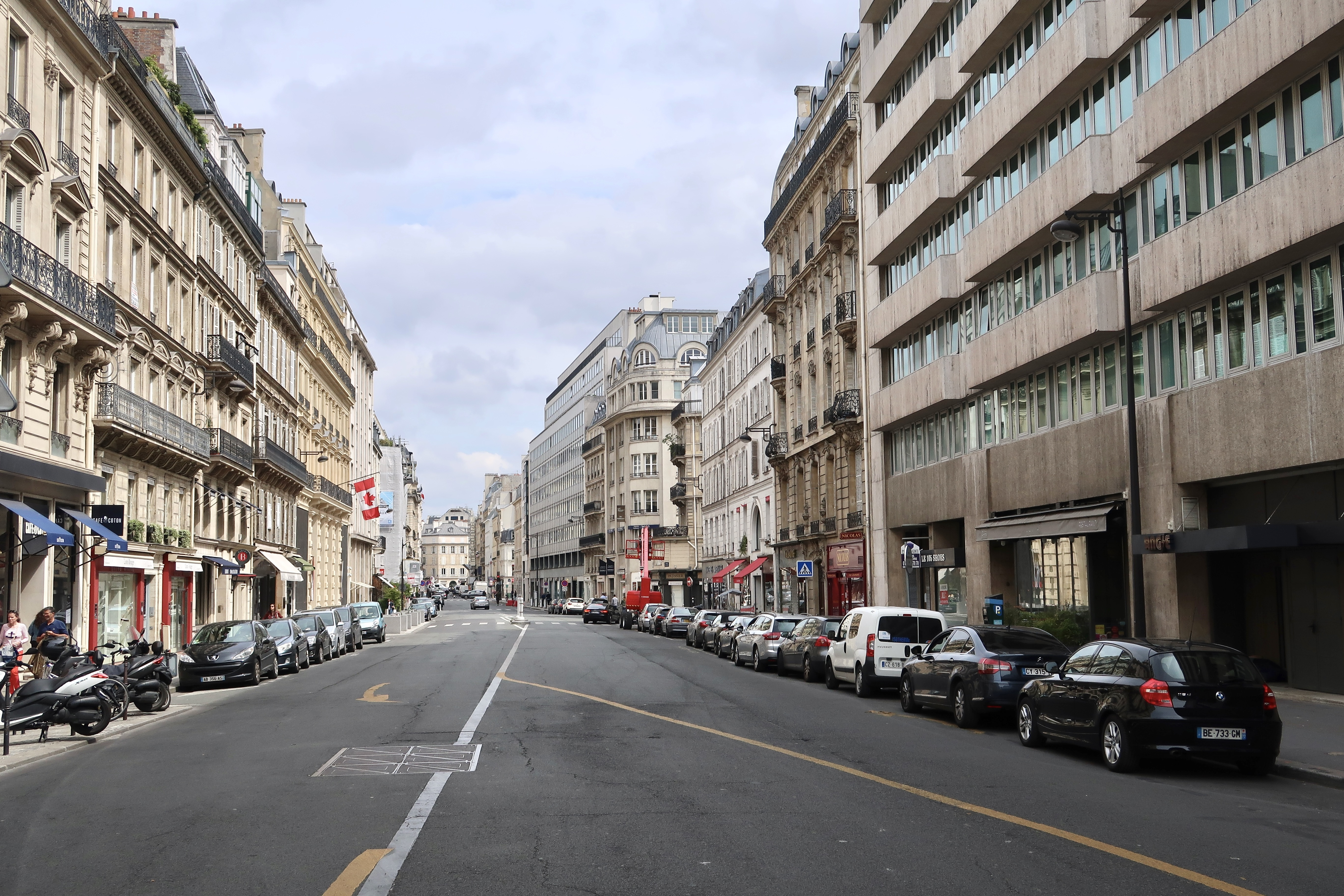
Rue du Faubourg Saint-Honoré, Blick Richtung Südosten

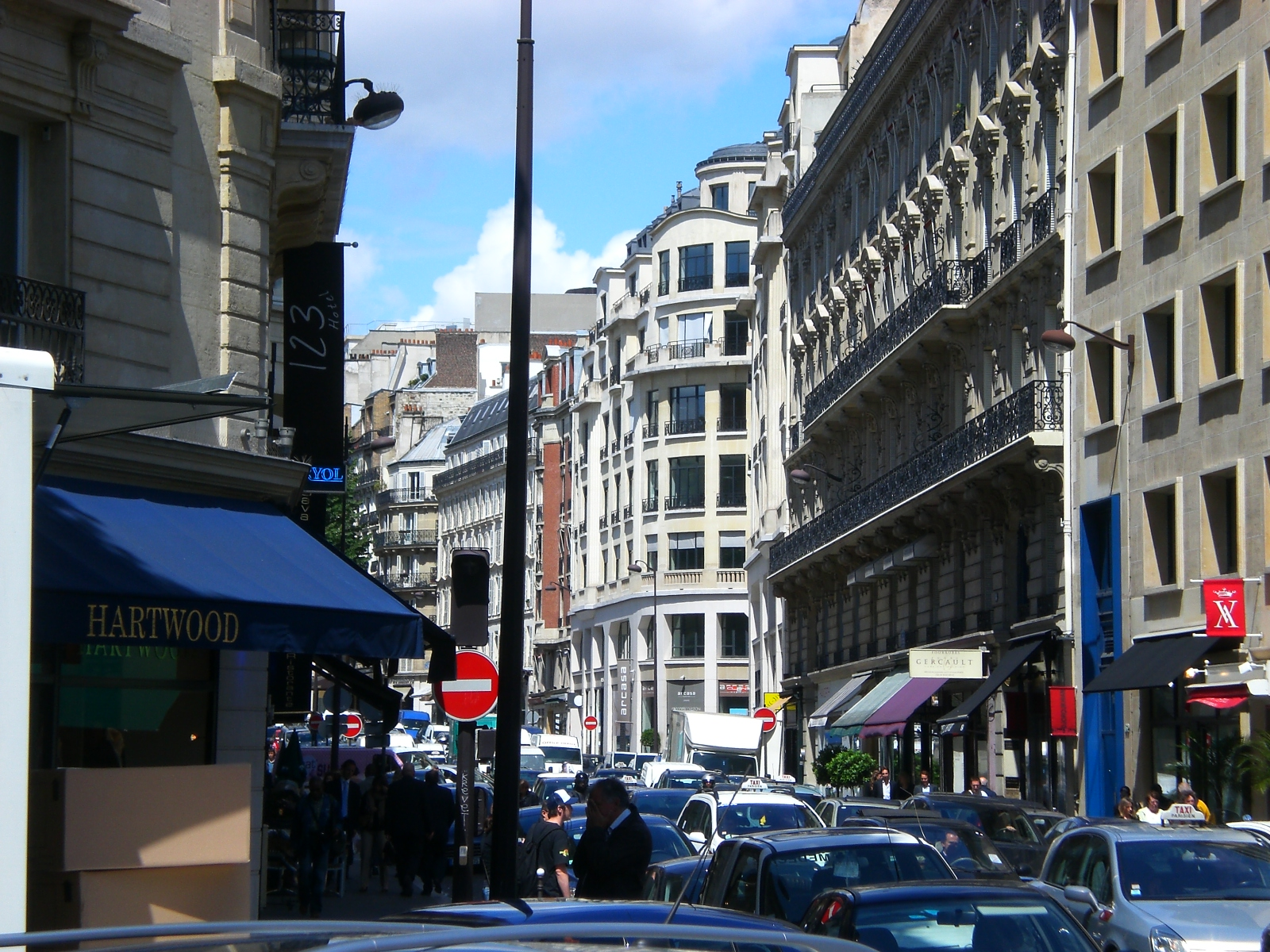
Blick von Haus Nr. 123 in Richtung Nordwesten

Die Rue du Faubourg Saint-Honoré [ry dy fobuʁ sɛ̃ ɔnɔ'ʁe] ist eine 2070 Meter lange Straße und liegt zentral im 8. Arrondissement von Paris. Sie gilt als eine der weltweit bedeutendsten Einkaufsstraßen des gehobenen Segments für Luxusgüter.

## Lage
Die Rue du Faubourg Saint-Honoré stellt die westliche Verlängerung der zu großen Teilen nicht weniger exklusiven Rue Saint-Honoré dar und bildet eine Ost-West-Traversale zwischen der Rue Royale (Nr. 15/19) und der Place de Ternes (Nr. 2), unweit der Place Charles-de-Gaulle.
Die Straße kann mit folgenden Verkehrsmitteln erreicht werden:
- Metro über die Station Saint-Philippe du Roule
- Bus der RATP 52, 83, 93; Haltestelle Saint-Philippe du Roule

## Namensursprung
Benannt wurde die Straße nach dem heiligen Honorius von Amiens. Das Wort Faubourg bezeichnet im Französischen einen Vorort (lateinisch foris burgem, „außerhalb der Stadt“). Sie durchquerte ursprünglich den Weiler gleichen Namens und mündete in die Rue Saint-Honoré.

## Geschichte
Erstmals als Weg erwähnt wird sie im Jahre 1222, gehört also zu den ältesten Straßen von Paris. Seit 1635 hieß sie Chaussée du Roule, um 1725 erhielt sie den Namen Rue du Faubourg-du-Roule. Bis 1860 gehörte dieser Straßenteil zum Vorort Faubourg Saint-Honoré, ab 1860 gelangte die Straße in die Stadtgrenzen von Paris. Am 10. Dezember 1847 erhielt sie ihren heutigen Namen. Sie kreuzt unter anderem den Boulevard Haussmann, die Rue de Courcelles, die zur Place Vendôme führende Rue de Castiglione und die Rue Royale. Die Rue du Faubourg Saint-Honoré und ihre nähere Umgebung waren seit jeher Wohnort des Pariser Großbürgertums, so etwa der Familie Rothschild. Nathaniel de Rothschild erwarb beispielsweise im Jahr 1856 das Haus in der Rue du Faubourg Saint-Honoré Nr. 33, der ehemaligen russischen Botschaft. Auch Coco Chanel, damals bereits eine wohlhabende Geschäftsfrau, bezog 1923 eine Stadtwohnung in der Nr. 29.

## Bekanntheit

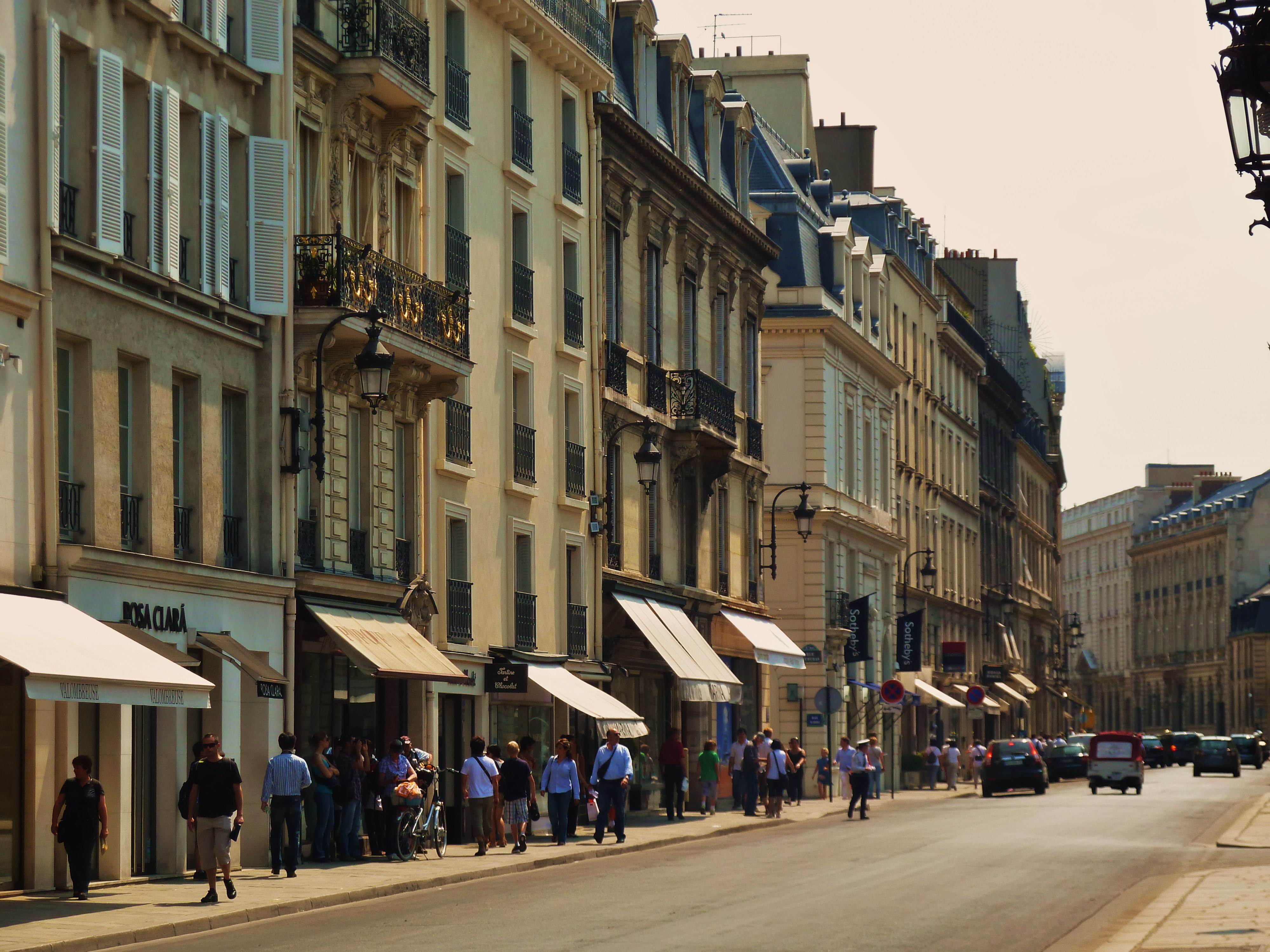
Blick von Haus Nr. 86 in Richtung Südosten

Die Rue du Faubourg Saint-Honoré ist heute aus zwei Gründen bekannt: Einerseits haben sich hier zahlreiche weltweit führende Luxus-Markennamen der Mode- und Accessoirewelt angesiedelt; viele international bedeutende Modehäuser der Haute Couture sind hier vertreten. Andererseits residieren hier der französische Staatspräsident, das französische Innenministerium und einige ausländische Botschaften und Botschafter-Residenzen. Zudem prägen zahlreiche Galerien wie beispielsweise die Galerie Bernheim-Jeune (Nr. 83) das Straßenbild.

### Führende Markennamen
Bereits am Beginn der Rue du Faubourg Saint-Honoré findet man Gucci in Haus Nr. 2, es folgen unter anderem Paul Smith und Dolce & Gabbana (3), Prada (6), Moncler (7), Berluti (9), Loro Piana (12), Bottega Veneta (14–16), Lanvin (15 Damen, 22 Herren), Cartier (17), Tod’s (19) und Chanel (21). Hermès wurde 1837 als Sattlerei nahe der Madeleine-Kirche gegründet und zog 1880 hierhin um (24). Es folgen unter anderem Porsche Design (25), Valentino (27), Yves Saint Laurent (32 Herren, 38 Damen), das Hotel Castiglione (38–40), Salvatore Ferragamo (46) und Ermenegildo Zegna (50).
Das Bankhaus Edmond de Rothschild residiert mit einer Filiale in der Nr. 47 und erinnert an den Großgrundbesitz der berühmten Familie in dieser Straße. Nach dem Èlysée-Palast in der Nr. 55 folgt in 59/61 das frühere Hotel Gustave de Rothschild, heute Sitz von Pierre Cardin, der ab 1966 in der Straße mehrfach vertreten war. Brunello Cucinelli, Comme des Garçons und Moschino haben ihren Sitz alle in der Nr. 54, Burberry in der 56, Bally in der 60. In der Nr. 62 befindet sich seit April 2015 die Opera Gallery, ein Museum. Etro (66) ist Nachbar von Christian Louboutin (68). Es folgen neben anderen Sonia Rykiel (70) und Chopard (72). Das Auktionshaus Sotheby’s kam 1976 nach Paris (76), Miu Miu befindet sich in der Nr. 92. Das Innenministerium hat einen Eingang an der Hausnummer 96; die eigentliche Adresse ist an der Place Beauvau um die Ecke. Seit 2016 befindet sich in der Nr. 65 wieder eine Loris Azzaro Boutique, wo ebenjene bereits von 1970 bis 2001 ansässig war. Bis 2010 war in der 73 ein Christian Lacroix Ladengeschäft untergebracht.
Das Luxushotel Le Bristol eröffnete im April 1925 in der Nr. 112, dessen Hotelier Hippolyte Jammet (* 3. April 1893, † 25. Mai 1964) den Baustil des Art déco auswählte; der ehemalige Staatspräsident Nicolas Sarkozy ging hier oft speisen. Ab den höheren Hausnummern werden die Geschäfte etwas weniger exklusiv und mischen sich unter anderem mit Galerien, Antiquitätengeschäften, Hotels, Restaurants, Bäckereien, Immobilienhändlern, Banken und reinen Wohnhäusern. Ab der Kreuzung mit der Rue La Boétie nahe der 1772 erbauten Kirche Saint-Philippe du Roule (Hausnummer 154) ist die Straße in Richtung Nordwesten kopfsteingepflastert.
Bei Nr. 165 bzw. 190 kreuzt die Straße den ab dort in Richtung Osten verlaufenden Boulevard Haussmann. In der Hausnummer 208 befindet sich das Kulturzentrum Espace Beaujon, in der 218 eine Synagoge. Jenseits der Kreuzung mit der Avenue Hoche in Richtung Nordwesten wird die Straße hauptsächlich von Restaurants und Brasserien gesäumt. Kleine Kunstwerke aus Schokolade bietet die Filiale der La Maison de Chocolat (Nr. 225). In dieser Höhe, kurz vor dem Ende der Straße an der Place des Ternes, befindet sich die Konzerthalle Salle Pleyel (252).

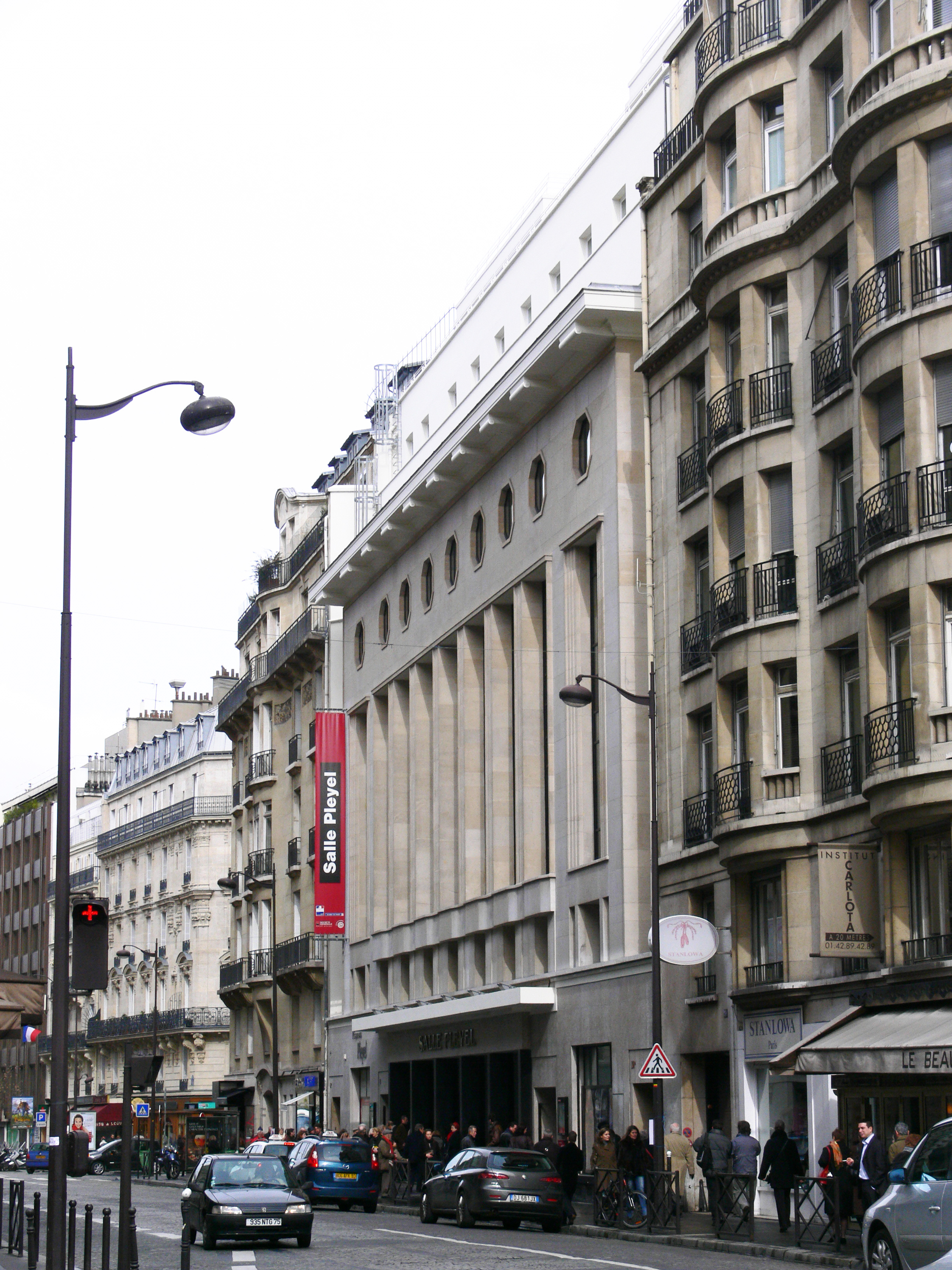
Salle Pleyel, Straßenansicht

Auch die „Haute Coiffure“ mit renommierten Pariser Friseuren ist hier vertreten. Diese beschlossen im April 1945, prachtvolle Kosmetiksalons auf der Straße zu eröffnen. L’Oréal ist mit der 1935 gegründeten Edelmarke Lancôme vertreten (29). In der Nr. 128 residiert Sothys Paris. Die konzentrierte Ansiedlung dieser Luxusmarken macht die Rue Faubourg Saint-Honoré zu einer der teuersten Pariser Einkaufsstraßen.

### Sitz des Staatspräsidenten
So wie Downing Street 10 der allgemein bekannte Amtssitz des britischen Premierministers in London ist, hat sich „55, Rue du Faubourg Saint-Honoré“ als berühmte Adresse des französischen Staatspräsidenten etabliert. Er residiert in dem im Jahre 1718 von Armand-Claude Mollet erbauten Élysée-Palast. Zunächst diente er als Hôtel particulier, später als Tanzlokal, danach sogar als Luxusbordell, bis er 1873 zum Amtssitz des Präsidenten ausgewählt wurde. Die Dienstwohnung des Präsidenten misst knapp 200 Quadratmeter, während dem Bürgermeister von Paris im Rathaus von Paris 1800 Quadratmeter zur Verfügung stehen. Allerdings befinden sich auf dem Areal 365 Räume mit 11.179 m² Fläche. An der Rue Faubourg Saint-Honoré stehen vor dem Präsidentenpalast die Wachsoldaten der Garde républicaine.

### Botschaften und Residenzen

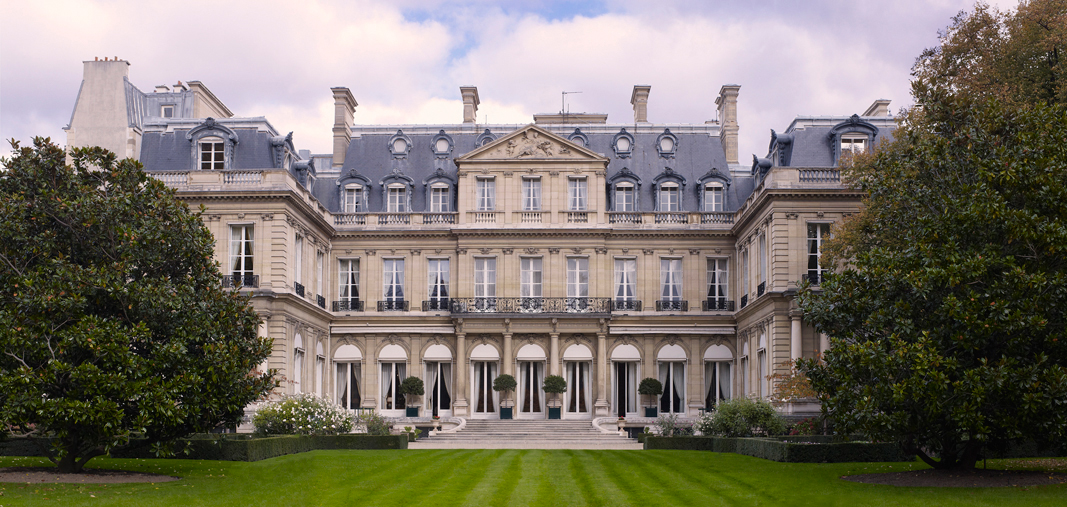
Rue du Faubourg Saint-Honoré 41 – Residenz des US-Botschafters

In der Straße liegen die Residenzen des Botschafters der Vereinigten Staaten (Nr. 41, Hôtel de Pontalba) und des Botschafters Kanadas (Nr. 135). Die amerikanische und die kanadische Botschaft liegen von den zugehörigen Residenzen je ca. 400 Meter bzw. einen Kilometer entfernt. Die Residenz des Botschafters Japans befindet sich seit 1967 in der Nr. 31; die japanische Botschaft ist ca. zwei Kilometer entfernt. Die Botschaft des Vereinigten Königreichs liegt in der Nr. 35. Seit 1814 ist das angrenzende Hôtel de Charost in der Nr. 39 die Residenz des britischen Botschafters in Paris. Dieses nach 1720 erbaute Gebäude beherbergte im Laufe der Zeit nacheinander ein aristokratisches Wohnhaus, die portugiesische Botschaft, Büros des französischen Innenministeriums, einen kaiserlichen Palast sowie die Residenz des österreichischen Botschafters. Zur kolumbianischen Botschaft mit Eingang in der Rue de l’Élysée gehören Räumlichkeiten in der 49, Rue du Faubourg Saint-Honoré um die Ecke.

### Persönlichkeiten

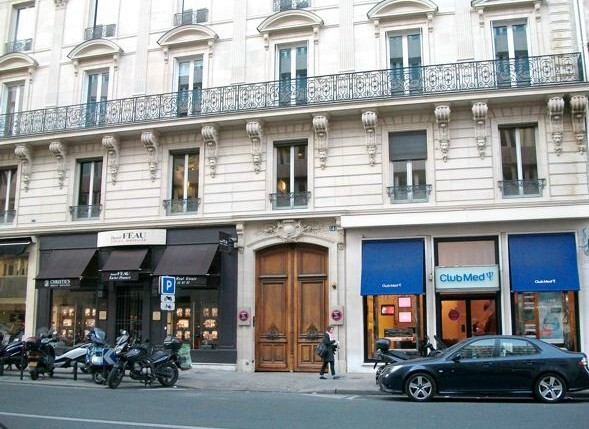
Das 1860 erbaute Haus in der 140, Rue du Faubourg Saint-Honoré in Paris, in dem die Surrealistenausstellung 1938 stattfand, im Jahr 2011

Der Schriftsteller Henry Monnier lebte im Haus Nr. 6. Jeanne Lanvin eröffnete 1889 in der Nr. 22 ihr Haute Couture Geschäft. In der Nr. 25 befand sich die Pariser Residenz der Fürsten von Monaco bis Albert I. (Monaco) diese in die Avenue Georges-Mandel verlegte. Im Haus Nr. 33, dem Hôtel Perrinet de Jars, haben die exklusiven Pariser Herrenclubs Cercle de l’Union interalliée und Nouveau Cercle de l’Union ihren Sitz. Der Kunsthändler Georges Wildenstein unterhielt in der Nr. 140 seine Galerie Beaux-Arts, in der 1938 die Exposition Internationale du Surréalisme stattfand. Sein Vater, Nathan Wildenstein, hatte bereits 1890 in Haus Nr. 46 eine Galerie eröffnet.
In der Hausnummer 107 hatte der Modeschöpfer Paul Poiret sein Atelier. 1802 starb in der Nr. 113 der französische Finanzminister Charles Alexandre de Calonne. Charles Frederick Worth, Begründer der Haute Couture, residierte in der Nr. 120. In der Nr. 133 lebten nacheinander Joseph-Louis Lagrange und Alexandre Aguado. Die Nr. 137 beherbergte bis 2011 die EuropaCorp von Luc Besson. Der Architekt Jean-François Chalgrin baute ab 1772 die Kirche Saint-Philippe-du-Roule im Haus Nr. 154. In den Hausnummern 139–141 ließ der damalige Graf von Artois von François-Joseph Bélanger Stallungen bauen, die später als Kaserne genutzt wurden, welche wiederum heute Wohn- und Geschäftshäuser sind. Henri Harpignies lebte im Haus Nr. 185. In der Nr. 217 eröffnete Eileen Gray 1922 eine Galerie. Gustave Eiffel, der von 1875 bis 1880 im Haus Nr. 240 lebte, baute um 1850 ein Haus für Künstler in der Nr. 235, wo unter anderem René Princeteau, Jean-Baptiste Carpeaux und Denys Puech ihre Ateliers einrichteten.

## Verkehr
Die Rue Faubourg Saint-Honoré ist eine von Fußgängern und Kraftverkehr stark frequentierte Straße. Sie ist 2,07 km lang, nur zwischen 13,80 und 14,50 Meter breit und teilweise sogar zweispurig befahrbar. Die an ihr gelegenen Luxusläden haben zwar feste Öffnungszeiten, doch bieten die meisten für spezielle Kunden eine individuelle Ladenöffnung an, sodass während dieser Zeit das Geschäft für den übrigen Publikumsverkehr geschlossen ist. Durch Sicherheitsmaßnahmen kann es in der Umgebung des Präsidentenpalastes zu plötzlichen Teilsperrungen des Straßenbereichs kommen.